# Annan Bridge
Die Annan Bridge ist eine Straßenbrücke in der Kleinstadt Annan in der schottischen Council Area Dumfries and Galloway. 1971 wurde das Bauwerk in die schottischen Denkmallisten in der höchsten Kategorie A aufgenommen.

## Geschichte
Nahe der heutigen Brücke existierte ein Vorgängerbauwerk. 1813 wurde dessen Instandsetzung als unrentabel eingestuft. Thomas Telford schlug 1822 die Errichtung einer seiner Gusseisenbrücken aus vorgefertigten Bauteilen vor, die im Vergleich zu einer Steinbrücke eine Kostenersparnis bedeutete. Nichtsdestotrotz entschied sich der Stadtrat für einen Entwurf des Ingenieurs Robert Stevenson. Dessen Sohn Alan Stevenson sammelte bei dem Bau zwischen 1824 und 1827 zudem frühe Erfahrungen. Die Gesamtkosten beliefen sich auf rund 6000 £. Während der Bauphase wurde außerdem eine temporäre Holzbrücke errichtet, die mit weiteren 500 £ zu Buche schlug.

## Beschreibung
Der Mauerwerksviadukt aus roten Steinquadern liegt am Westrand von Annan. Er führt die als Hauptstraße durch die Kleinstadt führende B721 über den Annan. Vor dem Bau der Nordumfahrung verlief die A75 über die Annan Bridge. Der Viadukt überspannt den Annan in drei ausgemauerten Segmentbögen mit lichten Weiten von 17,4 m. An den Pfeilern treten Kappen halbrund heraus während die Flanken mit Pilastern ornamentiert sind. Die auf Eisenkonsolen ruhende, auskragende Brüstung resultiert aus einer späteren Verbreiterung. Sie erlaubte es schmale Fußwege entlang der 6,1 m breiten Fahrbahn zu führen.